# المحاسن
قرية المحاسن (بالإنجليزية: El Mahassen)‏  هي إحدى عمادات ولاية توزر وتتبع إداريا معتمدية دقاش.

## تاريخ
المحاسن قرية تقع في الجنوب الغربي التونسي، على بعد 4 كيلومترات من معتمدية دقاش. ينقسم سكانها بين القرية العتيقة والقرية الحديثة. تُعدّ قرية المحاسن، المعروفة قديماً باسم "كريز" أو كما تُلقّب بـ "عجوز الواحات"، من المناطق التي تعاقبت عليها عدّة حضارات منذ آلاف السنين، بما في ذلك البربر والرومان والعرب. وتُشير عديد الآثار المتبقية إلى هذا الإرث التاريخي العريق، من بينها واحة قُبّة «Guebba» المعروفة قديماً باسم تيغياس (تكتب أحيانا تقيوس) «Taguious أو Tigias, Thiges»، وجبل سبع رقود، فضلاً عن المعالم الرومانية مثل المقطعان الرومانيان للحجارة الضخمة المسماة «لحويشات». تيغياس هي مدينة رومانية قديمة يُرجّح أن مركزها كان في موقع قرية المحاسن الحالية بولاية توزر. وتشير المصادر إلى أن آخر معركة كبرى وقعت عند أسوار هذه المدينة كانت خلال سقوط الدولة الأغلبية في القرن التاسع الميلادي. ويحيط بالمدينة سور قديم خلفه توجد مقبرة واسعة تمتد على ضفّتي وادي بنزاوة، ما يعكس حجم القرية وأهميّتها التاريخية.
تعرّضت هذه المقبرة على مرّ العصور لعمليات نبش متكرّرة، غير أن عدداً من الشواهد الجنائزية ما تزال قائمة إلى اليوم، من بينها قبور منحوتة داخل الصخور وأخرى مصنوعة من الجبس . وتُعدّ أكبر عملية نبش تعرّضت لها المقبرة تلك التي حدثت خلال فترة الاستعمار الفرنسي، وتحديدًا سنة 1937 عند بناء المدرسة الابتدائية بقرية كريز المحاسن، حيث عُثر على عدد كبير من الهياكل العظمية التي بقيت معروضة في قاعات المدرسة حتى ستينات القرن الماضي.
كما تزخر البلدة بعدد من المعالم الدينية القديمة، من بينها جامع سيدي الصحبي، وجامع سيدي عبد المحسن، وجامع الجمعة، بالإضافة إلى عدة أضرحة لأولياء صالحين مثل سيدي حمادي القادم من الساقية الحمراء بالمغرب، وسيدي لخرساني، وسيدي بن بهيج، وسيدي منجي، وسيدي عبد المحسن. وتشير المراجع إلى أن قرية المحاسن تُعدّ من المناطق التونسية الغنية بالمواقع الأثرية ذات الطابع الروماني.

## أصل التسمية
مازال سكان قرية المحاسن متشبثين بإسمها الأصلي «كريز» ، وأصل الكلمة أمازيغية و تعني "حرث الأرض" من جذر الكلمة  "KRZ”  أي حرث و قد يكون ذلك نسبة لخصوبة الأرض و زراعة النخيل بالمنطقة.

## أنظر أيضا
- توزر.
- معتمدية دقاش.